# أتاناس أبوستولوف
أتاناس أبوستولوف هو لاعب كرة قدم بلغاري في مركز نصف الجناح، ولد في 7 أبريل 1987 في ستارا زاغورا في بلغاريا. لعب مع أكاداميك صوفيا واو في سي سليفن 2000 ونادي بيروي ستارا زاغورا ونادي فيريا.

## وصلات خارجية
- أتاناس أبوستولوف على موقع قاعدة بيانات كرة القدم.إي يو (الإنجليزية)
- أتاناس أبوستولوف على موقع Soccerway.com (الإنجليزية)